# Federico Redondo
Federico Redondo Solari (* 18. Januar 2003 in Madrid, Spanien) ist ein argentinisch-spanischer Fußballspieler.

## Karriere

### Verein
Er spielte in seiner Jugend wie zuvor auch schon sein Vater für Argentinos Juniors. Dort ging er Anfang 2021 in die Zweite Mannschaft über und bekam im Sommer 2022 einen festen Platz im Kader der ersten Mannschaft. In der Copa Libertadores 2023 kam er in fast allen Spielen seiner Mannschaft zum Einsatz, mit welcher er das Achtelfinale erreichte. Ende Februar 2024 verpflichtete ihn das MLS-Franchise Inter Miami für 7,45 Mio. €, womit er zum zu dieser Zeit drittteuersten Neuzugang wurde.

### Nationalmannschaft
Nachdem er mit der argentinischen U20 ein paar Freundschaftsspiele im Jahr 2022 bestritten hatte, spielte er mit der Mannschaft auch bei der Weltmeisterschaft 2023, wo man das Achtelfinale erreichte. Kurz danach wurde er auch für die U23 nominiert, mit welcher er Anfang 2024 die Vorbereitung vor dem Qualifikationsturnier für Olympia spielte. Bei dem Turnier war er auch in fast jeder Partie aktiv und erzielte ein Tor. Am Ende landete er mit seinem Team hier auf dem zweiten Platz der Endgruppe und qualifizierte sich so für die Spiele in Paris.

## Sonstiges
Er ist der Sohn von Fernando Redondo.